# Giovanni Castellaneta
Giovanni Castellaneta (* 11. September 1942 in Gravina in Puglia) ist ein ehemaliger italienischer Botschafter in den Vereinigten Staaten.

## Leben
Castellaneta schloss 1965 ein Studium der Rechtswissenschaften an der Universität La Sapienza in Rom ab. 1967 trat er in den diplomatischen Dienst ein. Von 1972 bis 1974 war er stellvertretender Botschaftsleiter in Mogadischu, von 1974 bis 1976 war er als Handelsattaché in Lissabon akkreditiert. Von 1997 bis 1998 war er Sonderkoordinator des italienischen Wiederaufbauprogrammes in Albanien. Castellaneta war seit 2000 außenpolitischer Berater von Giuliano Amato und später von Silvio Berlusconi. Er war maßgeblich an der Weitergabe der später als Fälschung erkannten Papiere beteiligt, welche die Lieferung von Yellowcake aus dem Niger an Saddam Hussein beweisen sollten. Diese Papiere wurden, obwohl sie vom CIA als Fälschungen erkannt worden waren, von der US-Regierung als ein Grund genannt, den Irakkrieg zu beginnen.
Der nigrische Botschafter in Rom, Adam Maiga Zakariaou, und die Gesandte Laura Montini, alias La Signora verfassten Schriftstücke, welche den Kauf von Yellowcake durch das irakische Regime unter Saddam Hussein in Niger belegen sollten. Nicolò Pollari, der Leiter des italienischen Militärnachrichtendienstes Servizio per le Informazioni e la Sicurezza Militare, sollte auf Weisung von Berlusconi die Dokumente der CIA übergeben, welche aber kein Interesse zeigte. Castellaneta riet daraufhin Pollari, die Dokumente an den offiziellen Kanälen vorbei über Michael Ledeen zu lancieren. 
Castellaneta war von 2002 bis 2005 Aufsichtsratsvorsitzender der des italienischen Rüstungskonzerns Finmeccanica. Bis Ende 2016 war Castellaneta Präsident der SACE S.p.A., eines italienischen Exportkreditversicherungsunternehmens. Er ist mit Leila Castellaneta verheiratet.

## Auszeichnungen (Auszug)
- Großes Silbernes Ehrenzeichen am Bande für Verdienste um die Republik Österreich (2002)
- Honorary Companions with Breast Star des National Order of Merit (2004)
- Komtur (1990), Großoffizier (2002) und Großkreuz (2005) des Verdienstordens der Italienischen Republik